# ポンテコルボ・牧・中川・坂田行列
素粒子物理学において、ポンテコルボ・牧・中川・坂田行列（英: Pontecorvo–Maki–Nakagawa–Sakata matrix、PMNS行列)、牧・中川・坂田行列（英: Maki–Nakagawa–Sakata matrix、MNS行列)、レプトン混合行列、あるいはニュートリノ混合行列はニュートリノが自由伝播するときと弱い相互作用するときの量子状態の不整合に関する情報を持ったユニタリ混合行列である。これはニュートリノ振動のモデルである。この行列はブルーノ・ポンテコルボによって予測されたニュートリノ振動を説明するために、1962年に牧二郎、中川昌美及び坂田昌一によって導入された。

## 概要
素粒子物理学の標準模型において、ニュートリノには3つの世代あるいはフレーバーがあり、荷電カレント相互作用においてパートナーとなるレプトンによって {\displaystyle \nu _{e}} 、 {\displaystyle \nu _{\mu }} そして {\textstyle \nu _{\tau }} に分類される。標準模型のニュートリノに対してこれら3つの弱い相互作用の固有状態は完全な正規直交基底をなす。同様に3つのニュートリノ質量固有状態 {\displaystyle \nu _{1}} 、 {\displaystyle \nu _{2}} 及び {\displaystyle \nu _{3}} によって、ニュートリノの自由粒子のハミルトニアンを対角化する固有基底を構成することができる。クォークの場合と同じく、これら2つの固有基底が同一ではないことがニュートリノ振動の観測により実験的に明らかになった。各フレーバー固有状態は質量固有状態の重ね合わせとして記述することができ、逆もまた同様である。PMNS行列はフレーバー {\displaystyle \alpha } における質量固有状態 {\displaystyle i} の振幅に対応する要素 {\displaystyle U_{\alpha \,i}} を持ち、2つの固有状態間のユニタリ変換をパラメータで表示する。
{\displaystyle {\begin{bmatrix}{\nu _{e}}\\{\nu _{\mu }}\\{\nu _{\tau }}\end{bmatrix}}={\begin{bmatrix}U_{e1}&U_{e2}&U_{e3}\\U_{\mu 1}&U_{\mu 2}&U_{\mu 3}\\U_{\tau 1}&U_{\tau 2}&U_{\tau 3}\end{bmatrix}}{\begin{bmatrix}\nu _{1}\\\nu _{2}\\\nu _{3}\end{bmatrix}}~.}
左辺のベクトルはニュートリノをフレーバー固有状態の基底で表したもので、右辺はPMNS行列に同じニュートリノを質量固有状態の基底で表したベクトルを掛けたものである。したがって、ニュートリノの特定のフレーバー {\displaystyle \alpha } は個別の質量を持つニュートリノの「混合」状態であり、もしニュートリノの質量を直接測ることができたならば、{\displaystyle |U_{\alpha \,i}|^{2}}の確率で質量{\displaystyle m_{i}}を持つことがわかるはずである。
反ニュートリノに対するPMNS行列は、CPT対称性のもとでニュートリノと同一の行列である。
ニュートリノの検出が困難なため、個々の係数を決定することはクォークの場合（CKM行列）よりもはるかに難しい。

## 仮説

### 標準模型
上述の通り、PMNS行列はユニタリである。つまり、各行や各列の値の2乗和は同じ開始点が与えられた場合に考えられる様々な事象の確率を表し、合計が100％になる。
最も単純な場合、標準模型では3つの質量固有状態のニュートリノ間で振動するディラック質量を持つ3世代のニュートリノを仮定してパラメータの最適値を計算する。

### その他のモデル
シーソーモデルのようなニュートリノ振動と質量世代についての標準模型以外のモデルでは、PMNS行列はユニタリである必要はなく、可能なニュートリノ混合パラメータを記述するために追加のパラメータが必要であり、ニュートリノはディラック質量よりもむしろマヨラナ質量を持つとされることが一般的である。
また、ニュートリノに3つより多くのフレーバーがあるとすれば、PMNS行列の単純な拡張によって、ニュートリノの質量特性にかかわらず、追加の質量パラメータと混合角を導入することができる。2014年7月現在、4番目の軽いステライルニュートリノを加え、4つの質量固有値を持つように拡張したPMNS行列を実験的なニュートリノ振動のデータに当てはめようとする研究が行われているものの、現状の実験データはその可能性に対して否定的な傾向にある。

## 表記法
一般的に、ユニタリな3×3行列は9の自由度を持つ。しかしながら、PMNS行列の場合はそのうち5つはレプトン場の位相として吸収することができるため、PMNS行列は4つの自由パラメータによって完全に記述することができる。PMNS行列は通常、3つの混合角（{\displaystyle \theta _{12}}、{\displaystyle \theta _{23}}、及び{\displaystyle \theta _{13}})と1つのCP対称性の破れに関係する位相角{\displaystyle \delta _{\text{CP}}}によって表記される。このとき、PMNS行列は以下のように記述することができる。
{\displaystyle {\begin{aligned}&{\begin{bmatrix}1&0&0\\0&c_{23}&s_{23}\\0&-s_{23}&c_{23}\end{bmatrix}}{\begin{bmatrix}c_{13}&0&s_{13}e^{-i\delta _{\text{CP}}}\\0&1&0\\-s_{13}e^{i\delta _{\text{CP}}}&0&c_{13}\end{bmatrix}}{\begin{bmatrix}c_{12}&s_{12}&0\\-s_{12}&c_{12}&0\\0&0&1\end{bmatrix}}\\&={\begin{bmatrix}c_{12}c_{13}&s_{12}c_{13}&s_{13}e^{-i\delta _{\text{CP}}}\\-s_{12}c_{23}-c_{12}s_{23}s_{13}e^{i\delta _{\text{CP}}}&c_{12}c_{23}-s_{12}s_{23}s_{13}e^{i\delta _{\text{CP}}}&s_{23}c_{13}\\s_{12}s_{23}-c_{12}c_{23}s_{13}e^{i\delta _{\text{CP}}}&-c_{12}s_{23}-s_{12}c_{23}s_{13}e^{i\delta _{\text{CP}}}&c_{23}c_{13}\end{bmatrix}}.\end{aligned}}}
ここで、{\displaystyle s_{ij}}及び{\displaystyle c_{ij}}は、{\displaystyle \sin \theta _{ij}}及び{\displaystyle \cos \theta _{ij}}をそれぞれ示す。マヨラナニュートリノの場合、{\displaystyle \nu =\nu ^{c}~}であることから、マヨラナ場の位相は自由に再定義できないので、2つの余分な複素位相が必要である。可能な表記法は他にも無限に存在し、例えばウォルフェンシュタイン表記もその1つである。
混合角は様々な実験で測定されている。CP対称性の破れの位相{\displaystyle \delta _{\text{CP}}}は、直接的に測定されたことはないが、他の測定を用いたフィッティングによって推定することはできる。

## 実験的な測定値
2018年1月現在、NuFIT.orgによる最適値は、直接測定と間接測定から、順階層を用いた場合以下の通りである。
{\displaystyle {\begin{aligned}\theta _{12}&=\ \ {33.62^{\circ }}_{-0.76^{\circ }}^{+0.78^{\circ }}\\\theta _{23}&=\ \ {47.2^{\circ }}_{-3.9^{\circ }}^{+1.9^{\circ }}\\\theta _{13}&=\quad {8.54^{\circ }}_{-0.15^{\circ }}^{+0.15^{\circ }}\\\delta _{\textrm {CP}}&={234^{\circ }}_{-31^{\circ }}^{+43^{\circ }}\\\end{aligned}}}
現在の行列の要素の大きさに対する3σの範囲（信頼度99.7%）は以下の通りである。
{\displaystyle |U|={\begin{bmatrix}|U|_{e1}&|U|_{e2}&|U|_{e3}\\|U|_{\mu 1}&|U|_{\mu 2}&|U|_{\mu 3}\\|U|_{\tau 1}&|U|_{\tau 2}&|U|_{\tau 3}\end{bmatrix}}=\left[{\begin{array}{rrr}0.799\ldots 0.844&0.516\ldots 0.582&0.141\ldots 0.156\\0.242\ldots 0.494&0.467\ldots 0.678&0.639\ldots 0.774\\0.284\ldots 0.521&0.490\ldots 0.695&0.615\ldots 0.754\end{array}}\right]}